# Cattiïta
La cattiïta és un mineral de la classe dels fosfats. Rep el nom en honor de Michele Catti (1945-), professor italià de Química física de la Universitat de Milano Bicocca.

## Característiques
La cattiïta és un fosfat de fórmula química Mg₃(PO₄)₂(H₂O)₁₈·4H₂O. Va ser aprovada com a espècie vàlida per l'Associació Mineralògica Internacional l'any 2000. Cristal·litza en el sistema triclínic. La seva duresa a l'escala de Mohs és 2.
Segons la classificació de Nickel-Strunz, la cattiïta pertany a «08.CE: Fosfats sense anions addicionals, amb H₂O, només amb cations de mida mitjana, RO₄:H₂O sobre 1:2,5» juntament amb els següents minerals: chudobaïta, geigerita, newberyita, brassita, fosforrösslerita, rösslerita, metaswitzerita, switzerita, lindackerita, ondrušita, veselovskýita, pradetita, klajita, bobierrita, annabergita, arupita, barićita, eritrita, ferrisimplesita, hörnesita, köttigita, manganohörnesita, parasimplesita, vivianita, pakhomovskyita, simplesita, koninckita, kaňkita, steigerita, metaschoderita, schoderita, malhmoodita, zigrasita, santabarbaraïta i metaköttigita.

## Formació i jaciments
Va ser descoberta a la mina Kovdor Zheleznyi, al massís de Kovdor, un massís que es troba a la península de Kola, dins l'óblast de Múrmansk (Districte Federal del Nord-oest, Rússia). També ha estat descrita a Austràlia, Xile, Namíbia, Anglaterra i França.